# Microloa niveopunctata
Microloa niveopunctata is een keversoort uit de familie boktorren (Cerambycidae). De wetenschappelijke naam van de soort is voor het eerst geldig gepubliceerd in 1924 door Aurivillius.